# Sitona cambricus
Sitona cambricus es una especie de escarabajo del género Sitona, familia Curculionidae. Fue descrita científicamente por Stephens en 1831.
Se distribuye por Europa. Habita en Países Bajos, Francia, Alemania, Luxemburgo, Polonia, Reino Unido, Bélgica, Suiza, Estonia, Rusia y Marruecos.